# سيباستيان ليتجيت
سيباستيان ليتجيت (3 سبتمبر 1992 بسان فرانسيسكو في الولايات المتحدة - ) هو لاعب كرة قدم أمريكي في مركز الوسط. شارك مع منتخب الولايات المتحدة تحت 17 سنة لكرة القدم ومنتخب الولايات المتحدة تحت 20 سنة لكرة القدم. أما مع النوادي، فقد لعب مع لوس أنجلوس غلاكسي ووست هام يونايتد ولوس انجلوس غالاكسي 2.

## وصلات خارجية
- سيباستيان ليتجيت على موقع الدوري الأمريكي (الإنجليزية)
- سيباستيان ليتجيت على موقع قاعدة بيانات كرة القدم.إي يو (الإنجليزية)
- سيباستيان ليتجيت على موقع ليكيب (الفرنسية)
- سيباستيان ليتجيت على موقع ناشيونال فوتبول تيمز (الإنجليزية)
- سيباستيان ليتجيت على موقع Soccerbase.com (لاعب) (الإنجليزية)
- سيباستيان ليتجيت على موقع Soccerway.com (الإنجليزية)
- سيباستيان ليتجيت على موقع عالم كرة القدم.نت (الإنجليزية)
- سيباستيان ليتجيت على موقع AS.com (الإسبانية)